# Wajakhel

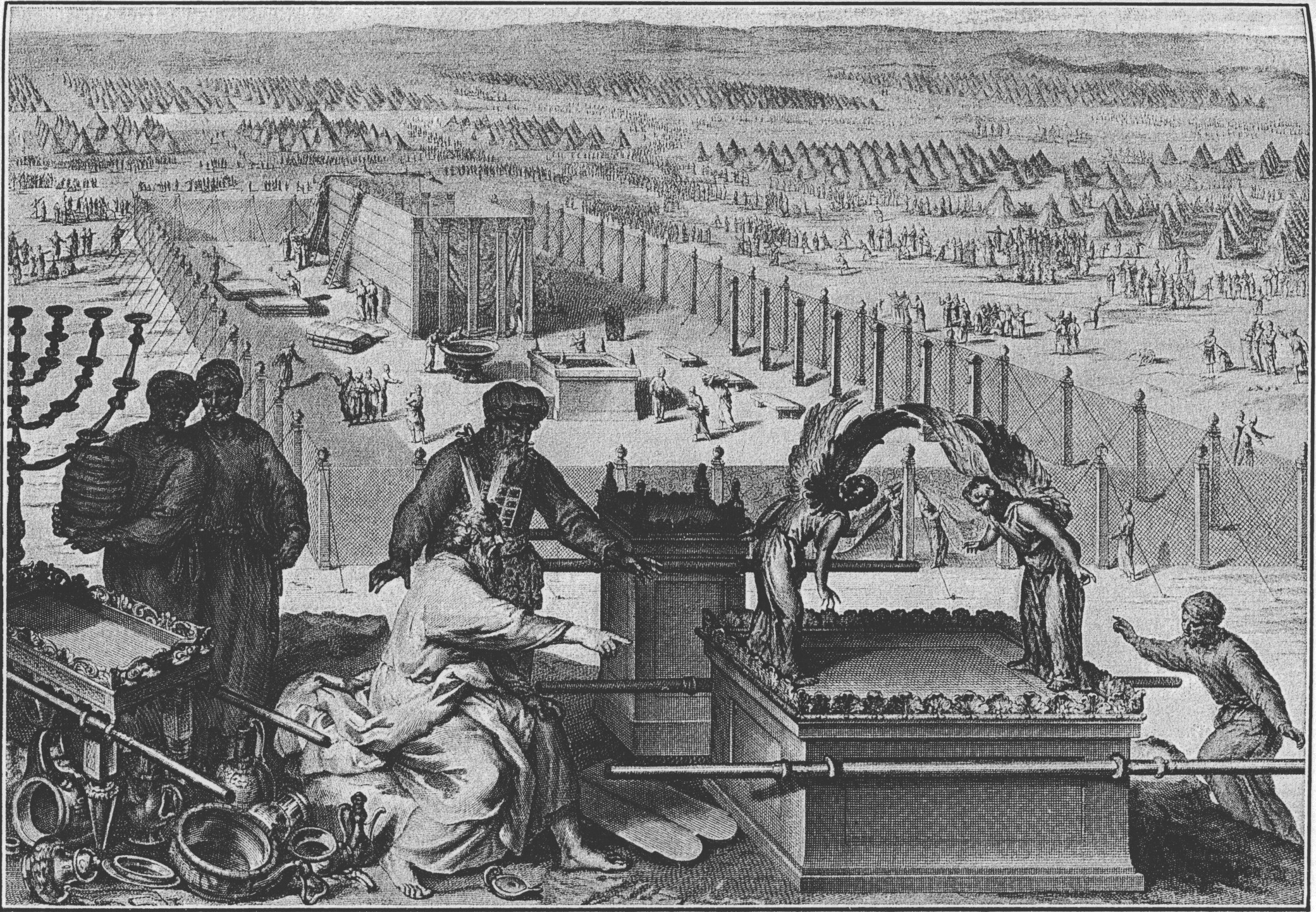
Die Errichtung des Mischkans, Illustration aus dem Jahr 1728

Wajakhel (Biblisches Hebräisch וַיַּקְהֵל ‚Und er versammelte‘ – zu ergänzen: Moses die Israeliten) bezeichnet einen Leseabschnitt (Parascha oder Sidra genannt) der Tora und umfasst den Text 
Exodus/Schemot 35–38,20 (35 , 36 , 37 , 38,1–20  – ELB-Links: 35 , 36 , 37 , 38,1–20 ).
Es handelt sich um die Sidra des 4. oder 5. Schabbats im Monat Adar rischon oder, wenn (wie meist) mit Pekude verbunden, des 4. oder 5. Schabbats im Monat Adar.

## Wesentlicher Inhalt
- Moses versammelt die ganze Gemeinde der Israeliten und schärft ihnen die Sabbatgesetze ein, insbesondere das Verbot des Feueranzündens
- Aufforderung des Mose an alle zur Abgabe für den Bau des Heiligtums, der Geräte und die Beschaffung der Priesterbekleidung
- Berufung Bezalels und Oholiabs sowie weiterer kunstverständiger Männer zu Baumeistern
- Weil im Überfluss gegeben wird, ergeht der Befehl, nichts mehr zu bringen
- Anfertigung der Stiftshütte, der Bundeslade mit Deckel und Cherubim, des Leuchters aus purem Gold und Räucheraltars, des Opferaltars und des Vorhofs

## Haftara
Die zugehörige Haftara ist nach aschkenasischem Ritus 1 Kön 7,40–50  ,
nach sefardischem Ritus 1 Kön 7,13–26  .